# Csabaszabadi
Csabaszabadi è un comune dell'Ungheria di 380 abitanti (dati 2001) . È situato nella contea di Békés.